# Knud Nellemose
Knud Nellemose, född 12 mars 1908 i Köpenhamn i Danmark, död 14 januari 1997 i Köpenhamn, var en dansk skulptör. 

## Biografi
Mellan 1927 och 1933, utbildade sig Knud Nellemoise med vissa uppehåll för Einar Utzon-Frank vid Det Kongelige Danske Kunstakademi i Köpenhamn. Han arbetade som sportjournalist och tidningstecknare innan han ägnade sig åt skulptur. Han gjorde särskilt skulpturer av boxare, fotbollsspelare och friidrottsmän, ofta i rörelse. Han var i början påverkad av Kai Nielsen, men utvecklade snart en egen stil med figurer med armar och ben i rytmisk rörelse. Han gjorde studieresor till Grekland och Italien och var särskilt imponerad av Donatello. 
Ett känt förkrigsverk är Avismanden Leitriz från 1935, som avbildar en tidningsförsäljare i Köpenhamn.
Han arbetade både i sten och brons och gjorde bland andra marmorstatyerna av Søren Kierkegaard 1972 och Bernhard Severin Ingemann 1988 vid Marmorkyrkan i Köpenhamn samt många grupper med fotbollsspelare. 
Under den tyska ockupationen under andra världskriget var Knud Nellemose medlem av motståndsgruppen  Frit Danmark. Detta ledde till att han efter kriget fick flera uppdrag att skapa minnesmärken, bland andra i Silkeborg 1946 och i Århus 1953. 
Han mottog Eckersbergmedaljen för Ung mand med diskos 1944 och Thorvaldsenmedaljen 1968.
Knud Nellemose var bror till skådespelaren Karin Nellemose.